# ديفيد كاروثرز
ديفيد كاروثرز (بالإنجليزية: David Carruthers)‏ هو شخصية أعمال بريطاني، ولد في 1 سبتمبر 1957 في إدنبرة في المملكة المتحدة.